# José María de Andrés Ferrando
José María de Andrés Ferrando (València 25 de març de 1944) ha estat un polític valencià, diputat en la primera i quarta legislatures de les Corts Valencianes.
Enginyer agrònom, ha treballat com a professor d'Organització d'empreses, al Departament d'Organització d'empreses, Economia Financera i Comptabilitat de la Universitat Politècnica de València. Entre 1997 i 1998 ha estat president del Consell Social de la Universitat Politècnica de València.
Militant del Partit Demòcrata Popular, fou elegit diputat dins les llistes de la coalició AP-PDP-UL-UV per la circumscripció de València a les eleccions a les Corts Valencianes de 1983. Ha estat vocal de la Comissió d'Educació i Cultura i de la Comissió de seguiment dels efectes de les riades a les Corts Valencianes. Fou novament elegit diputat a les eleccions a les Corts Valencianes de 1995, on fou vocal de la Comissió no permanent especial per a l'estudi dels riscs, prevenció i situacions d'emergència i les seues conseqüències a la Comunitat Valenciana.

## Obres
- Administración de las organizaciones para ingenieros Universidad Politécnica de Valencia, 2003. ISBN 84-9705-509-8
- Administración de los recursos informativos Universidad Politécnica de Valencia, 2003. ISBN 84-9705-510-1